# Je suis tombé du ciel
"Je suis tombé du ciel" (tradução portuguesa): "Eu caí do Paraíso" foi a canção que representou o Luxemburgo no Festival Eurovisão da Canção 1970, interpretada em francês por David Alexandre Winter. Foi a oitava canção a ser interpretada na noite do festival que teve lugar em Amesterdão, depois da canção britânica "Knock Knock, Who's There?", interpretada por Mary Hopkin e antes da canção espanhola "Gwendolyne", interpretada por Julio Iglesias. A canção luxemburguesa terminou em 12.º lugar e último, não alcançando qualquer ponto (0 pontos), uma das piores de sempre para para aquele país.

## Autores
- Letra: Eddy Marnay
- Música: Yves de Vriendt
- Orquestrador: Raymond Lefèvre

## Letra
A canção é uma balada, com Winter dizendo à sua amada que ele tinha vivido anteriormente no Paraíso antes de vê-la. Como resultado, ele caiu daquele lugar e espera não voltar mais àquele lugar, significando que estando com ela é melhor do que viver no Paraíso.